# Apocryptus fusciventris
Apocryptus fusciventris là một loài tò vò trong họ Ichneumonidae.